# Уша-Велика
Уша-Велика (пол. Usza Wielka) — село в Польщі, у гміні Клюково Високомазовецького повіту Підляського воєводства.
Населення — 102 особи (2011).
У 1975-1998 роках село належало до Ломжинського воєводства.

## Демографія
Демографічна структура станом на 31 березня 2011 року:
|          | Загалом | Допрацездатний вік | Працездатний вік | Постпрацездатний вік |
| -------- | ------- | ------------------ | ---------------- | -------------------- |
| Чоловіки | 55      | 10                 | 36               | 9                    |
| Жінки    | 47      | 8                  | 26               | 13                   |
| Разом    | 102     | 18                 | 62               | 22                   |